# اتان روس (بازیکن فوتبال، زاده ۱۹۹۷)
اتان روس (انگلیسی: Ethan Ross؛ زادهٔ ۶ مارس ۱۹۹۷) بازیکن فوتبال اهل بریتانیا است.
از باشگاه‌هایی که در آن بازی کرده‌است می‌توان به باشگاه فوتبال کولچستر یونایتد اشاره کرد.